# Tiergarten (Hannover)
Koordinaten: 52° 21′ 58″ N, 9° 50′ 9″ O
Der Tiergarten Hannover ist eine 112 ha große Parkanlage mit Waldgebiet im Stadtteil Kirchrode im Südosten von Hannover. In dem eingezäunten Gelände können die Besucher sich auf Wegen zwischen frei laufenden Wildtieren bewegen. Der Tiergarten ist eines der ältesten Wildgehege Deutschlands und wurde Ende des 17. Jahrhunderts als hochherrschaftliches Jagdrevier eingegattert. Seitdem es ab 1799 der Bevölkerung zugänglich wurde, ist es ein beliebtes Erholungs- und Ausflugsziel der hannoverschen Stadtbevölkerung.

## Lage
Der Tiergarten befindet sich im Norden des Stadtteils Kirchrode. Er liegt östlich des Hermann-Löns-Parks, von dem er durch die Güterumgehungsbahn getrennt ist. Nördlich des Tiergartens verläuft die Bahnstrecke Hannover–Lehrte, im Osten wird er durch den Landwehrgraben vom Stadtteil Anderten abgegrenzt. Der Tiergarten ist mit der Stadtbahnlinie 5 zu erreichen.
| Linie | Verlauf | Takt                                       |
| ----- | --- | ------------------------------------------ |
| 5     | Stöcken – Freudenthalstraße – Bahnhof Leinhausen – Herrenhäuser Gärten – Leibniz-Universität – Königsworther Platz – Steintor – Kröpcke – Aegidientorplatz – Marienstraße – Braunschweiger Platz – Clausewitzstraße – Kantplatz – Nackenberg – Tiergarten – Anderten | 10 min (werktags) 15 min (sonn-/feiertags) |

Östlich des Eingangs steht die Märcheneiche, eines der 30 Naturdenkmale, die es in Hannover gibt.

## Tierwelt
In dem größtenteils bewaldeten Gelände kann sich eine große Damwildherde frei bewegen, Rotwild, Mufflons und Schwarzwild (Wildschweine) leben in weitläufigen Gehegen, eine Vogelvoliere befindet sich unmittelbar am Haupteingang. Der Park bietet Platz für 120–150 Damhirsche, einige Rehe und Rothirsche, fünf Mufflons sowie je nach Jahreszeit 5–30 Wildschweine und eine wechselnde Anzahl an Hühnern. Das Rotwild kam 1997 als Ersatz für die Wildpferde. Im November und Dezember wird an Vormittagen Wild geschossen und dessen Fleisch in Hannover verkauft.
Darüber hinaus leben im Park kleinere Säugetiere wie Füchse, Dachse, Steinmarder, Eichhörnchen und Hasen. Außerdem beheimatet der Tiergarten rund 12 Fledermausarten, die in ausgehöhlten Bäumen Unterschlupf finden. Zu den ganzjährig anwesenden Vogelarten zählen auch mehrere Spechtarten, Habichte, Turmfalken, Waldohreulen und Kolkraben. Sommergäste sind Kuckucke, Baumfalken, Nilgänse und Nachtigallen, im Winter sind Saatkrähen, Bergfinken und Haubenlerchen anzutreffen. Da auf Rodung weitestgehend verzichtet wird, sind viele Bäume bereits mehrere hundert Jahre alt.

## Sehenswürdigkeiten, Angebote und Regeln

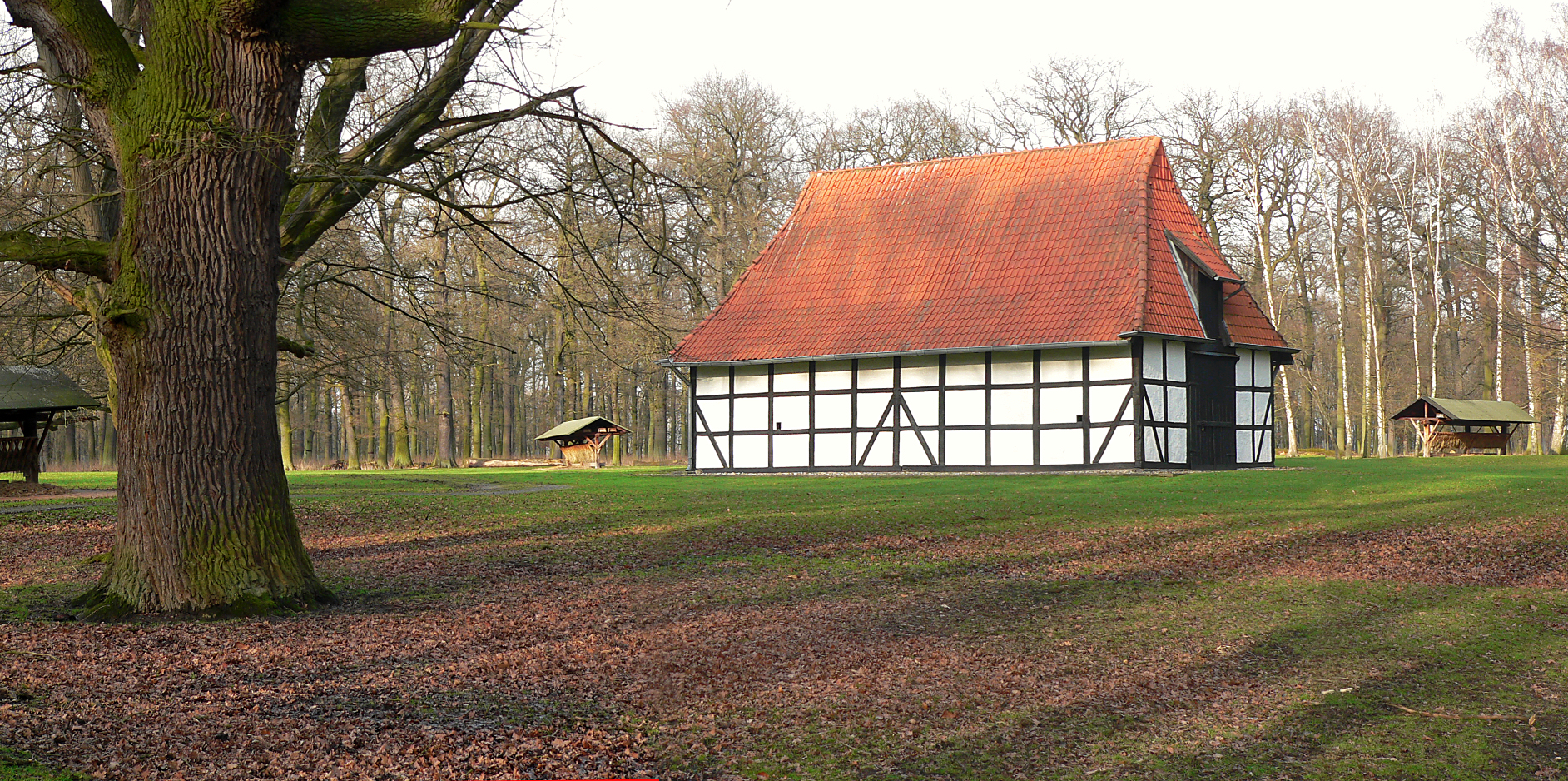
Futterplatz mit Vorratsscheune und Futterkrippen

Etwa die Hälfte des Parkgeländes besteht aus Wiese mit einzeln stehenden Bäumen, die andere Hälfte aus Hochwald. Sehenswert ist der alte Waldbestand mit 400 bis 500 Jahre alten Eichen. In der Nähe des Haupteingangs befindet sich die „1000-jährige“ Eiche, deren Alter jedoch auf etwa 650 Jahre geschätzt wird. Der 25 m hohe Baum wurde Mitte der 1970er Jahre vom Blitz getroffen und stark beschädigt. 1983 wurde er saniert, da er zu zerbrechen drohte. Er ist ein Naturdenkmal.
Etwas außerhalb steht an der Tiergartenstraße die Märcheneiche am Tiergarten, ein Naturdenkmal.
An Wochenenden erholen sich bis zu 30.000 Besucher im Park. Mehrmals im Jahr finden im Park Exkursionen statt. Seit 1977 findet jährlich am 2. Sonnabend im Oktober das Tiergartenfest als Kinderfest statt, an dem bis zu 20.000 Gäste teilnehmen. Damit bedankt sich die Stadt Hannover als Betreiberin des Gartens für das Sammeln von Eicheln und Kastanien. Von Kindern werden jährlich rund 20 Tonnen für die Wintereinfütterung der Tiere gesammelt.
Im Park erinnert ein Gedenkstein an eine Jagd 1858. Dabei schoss der 13-jährige hannoversche Kronprinz Ernst August seinen ersten Damhirsch.

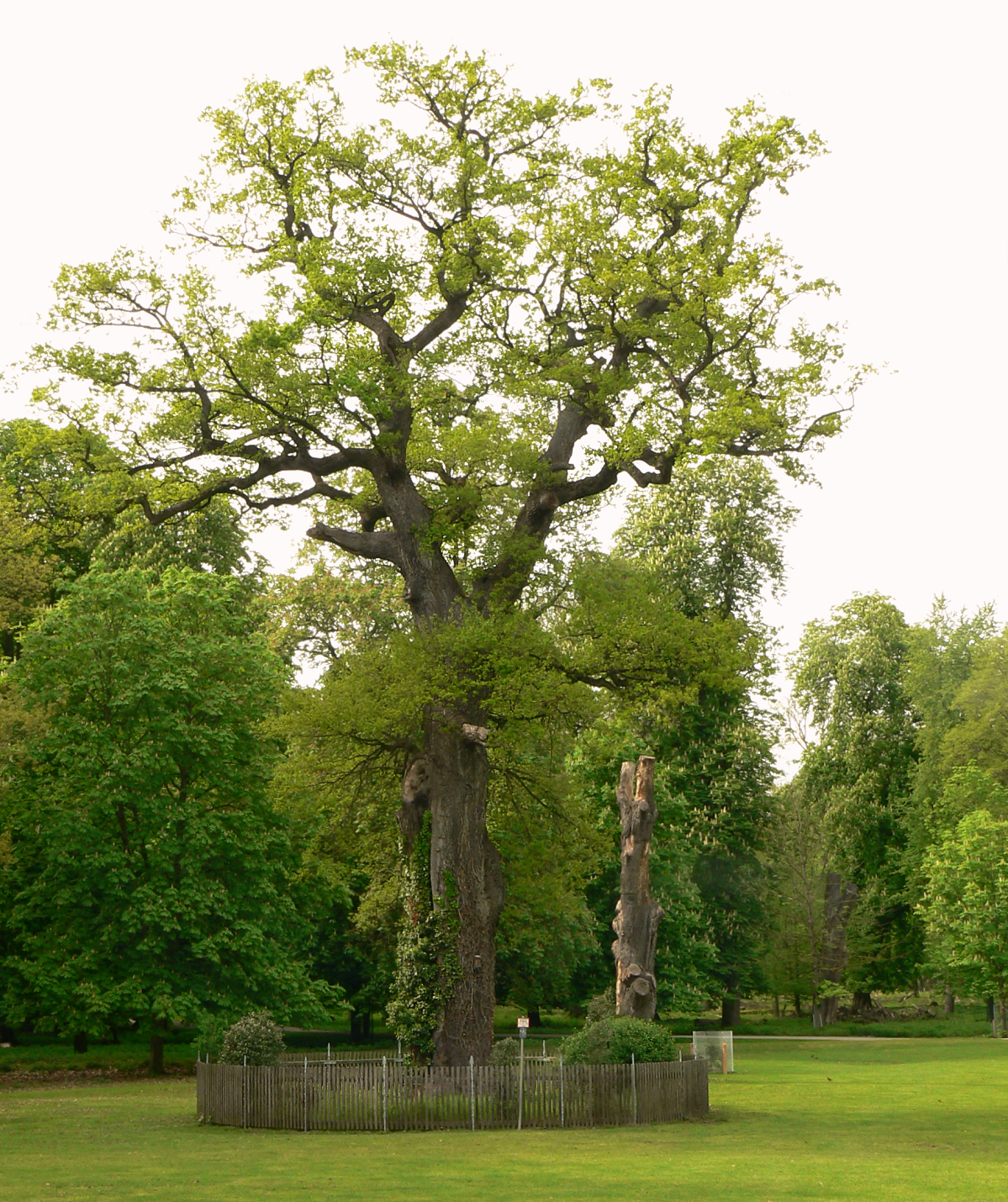
Naturdenkmal „1000-jährige“ Eiche
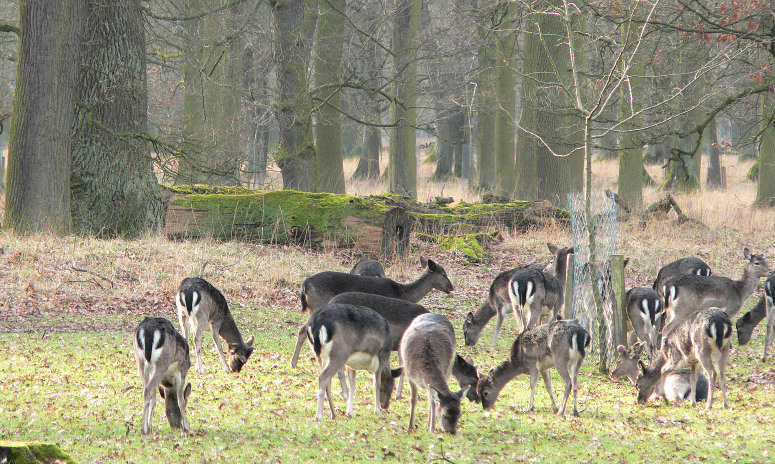
Freilaufendes Wild im Tiergarten
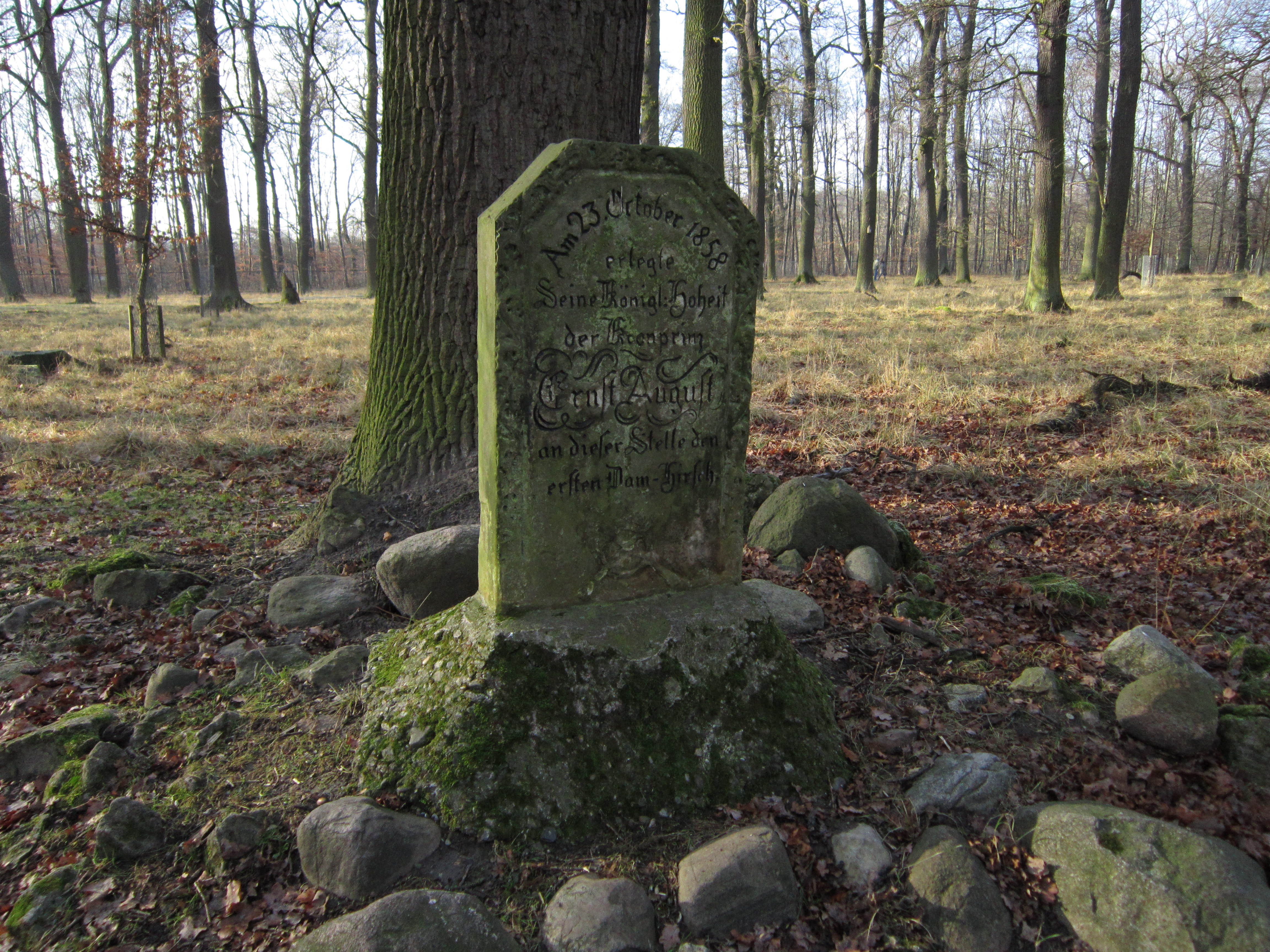
Gedenkstein an die Jagd von 1858 mit Kronprinz Ernst August

Auf einer Waldlichtung steht eine 1751 erbaute Fachwerkscheune. Die Futterscheune diente anfangs für die Lagerung von Eicheln und Kastanien, heute für Heu. An der Scheune befindet sich der nicht zugängliche Futterplatz mit Krippen.
Für die Besucher gelten im Tiergarten folgende Verhaltensregeln:
- Keine Wildfütterung
- Kein Verlassen der Wege
- Keine Hunde
- Keine Fahrräder
- Kein Inline-Skaten
- Geweihe dürfen nicht mitgenommen werden
- Kein Sammeln von Kastanien und Eicheln

## Geschichte

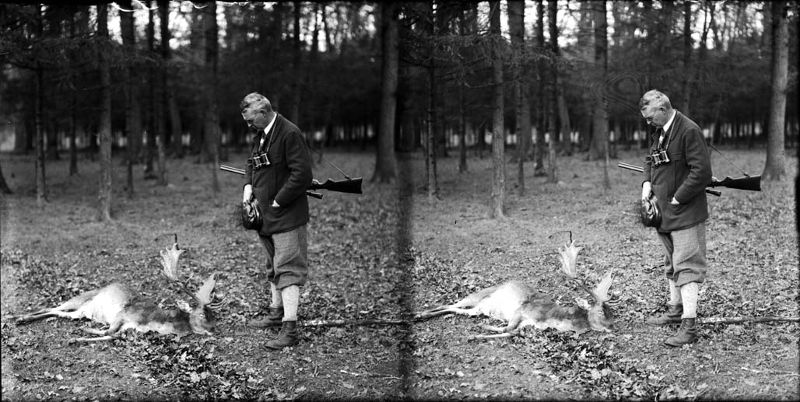
Der Zoologe und Naturschützer Max Hugo Weigold am 16. November 1928 im Tiergarten mit einem erlegten Schaufler;
Stereobild, Niedersächsisches Landesmuseum Hannover, Kulturerbe Niedersachsen

Die Gründung des Tiergartens geht auf Herzog Johann Friedrich zurück. Dieser ließ 1678/79 den so genannten Sundern, einen Eichen- und Buchenwald einzäunen, um ihn als Hofjagdrevier zu nutzen. Das herangezogene Wild diente dem Jagdvergnügen und bereicherte die Fleischkammer des Herrscherhauses. Die damalige Größe betrug rund 380 hannoversche Morgen (106 ha). 1751 wurde eine Futterscheune errichtet, die bis heute erhalten ist. Im Tiergarten wurden prunkvolle Hofjagden gehalten, in späteren Zeiten waren es Staatsjagden. 1799 wurde das Jagdrevier durch König Georg III. für die Bevölkerung zugänglich gemacht und entwickelte sich in kurzer Zeit zu einem beliebten Ausflugsziel. 1800 wurde ein Jagdaufseherhaus mit später angegliederter Gaststätte erbaut. Nach der Besetzung Hannovers durch preußische Truppen im Jahr 1866 war die preußische Forstverwaltung für den Garten zuständig. 1903 wurde die Anlage mit 400 Stück Damwild für 520.000 Reichsmark von der Stadt Hannover aufgekauft. 1904/05 erhielt der Tiergarten eine von Paul Rowald entworfene Gastwirtschaft.
Gegen Ende des Zweiten Weltkriegs 1945 verlor der Tiergarten seinen gesamten Wildbestand und blieb bis 1948 wildleer. Wegen der kriegsbedingten Hungersnot landeten die Tiere in den Kochtöpfen der hannoverschen Bevölkerung. Anfang der 1960er wurde die Gaststätte abgerissen und durch ein neues Gebäude ersetzt, das bis heute mehrfach erweitert wurde.
Hermann Löns, Namenspate des benachbarten Hermann-Löns-Parks, war Anfang des 20. Jahrhunderts Journalist in Hannover. Den Tiergarten verewigte er 1907 literarisch in Form eines Schulaufsatzes des Aadje Ziesenis.